# Bernardo Mançano Fernandes
Bernardo Mançano Fernandes é geógrafo e professor brasileiro. Atualmente é professor Livre Docente da UNESP, campus de Presidente Prudente, atuando nas áreas de geografia agrária e movimentos socioterritoriais. É coordenador da Cátedra UNESCO de Educação do Campo e Desenvolvimento Territorial e foi coordenador do Núcleo de Estudos, Pesquisas e Projetos da Reforma Agrária (NERA) da mesma universidade.

## Ligações Externas
- NERA (Núcleo de Estudos, Pesquisas e Projetos da Reforma Agrária) - Página Oficial
- [http://catedra.editoraunesp.com.br Cátedra UNESCO de Educação do Campo e Desenvolvimento Territorial - Página oficial